# Пахикрокута
Пахикрокута (лат. Pachycrocuta) — род доисторических гиен. Наибольшим и хорошо исследованным видом является Pachycrocuta brevirostris, известная как гигантская гиена, предположительно имевшая вес в среднем 110 кг и размеры современной львицы, что делает её наибольшей известной человечеству гиеной. Пахикрокута появилась в позднем миоцене (мессинский ярус, 7,2—5,3 млн лет назад) и вымерла в среднем плейстоцене, 400 000 лет назад.

## Ископаемые
Древнейшие образцы пахикрокут позднемиоценового возраста известны из Кении. Ископаемые остатки были обнаружены во множестве населённых пунктов Евразии, а также Южной и Восточной Африки. Большинство находок состоит из фрагментов остатков, обычно из черепов; также был найден схрон в местности Чжоукоудянь, имеющий большое количество костного материала, который вероятно представляет собой остатки животных, которые использовали пещеры как логова на протяжении тысячелетий, в то время как и в западной части их ареала большая сборка ископаемых времён плейстоцена в Вента Мицена в юго-восточной Испании также представляет собой логово.

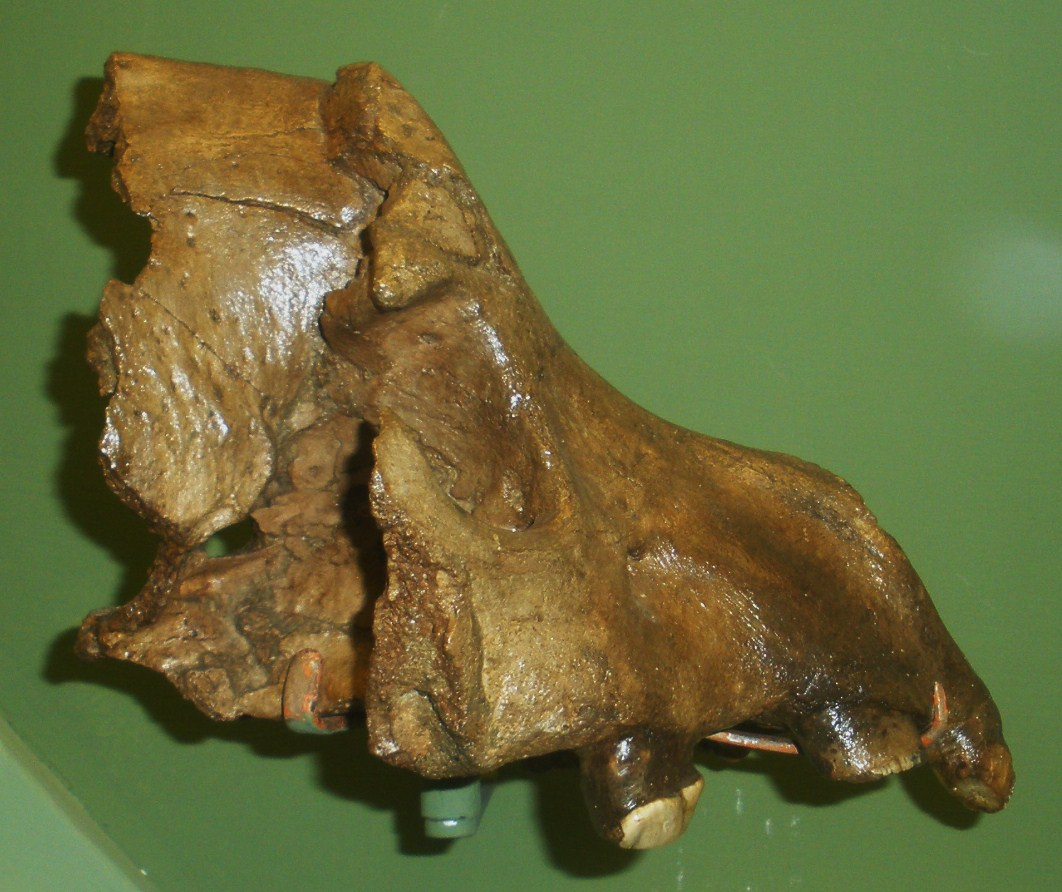
Череп Pachycrocuta brevirostris

Другие предположительные виды, P. robusta и P. pyrenaica, являются менее исследованными. Этот предшественник попросту может быть исключительно большим европейским подвидом бурых гиен — Hyena brunnea. Иногда в этот род включаются вымершие гигантские полосатые гиены — Hyaene bellax (как Pachycrocuta bellax).

## Палеоэкология
Вероятно, это был хищник, охотящийся малыми группами на больших животных (примерно размером с оленя, порой больших). Благодаря исследованию антропологов Ноэля Боаза и Расселла Сиочона остатков Homo erectus, выкопанных рядом с Pachycrocuta в Чжоукоудянь, определены зарубки и проколы, обнаруженные на черепах и длинных костях гоминидов, первоначально принятые за каннибализм, но оказавшиеся следствием хищничества пахикрокут. Пахикрокута могла быть падальщиком, поскольку это было массивное животное, не приспособленное для погони за добычей на длинные дистанции. В этом принципиальное различие между пахикрокутой и современной пятнистой гиеной, которая является более ловким животным в противоречие сложившемуся образу падальщика, обычно убивающего свою добычу, которую зачастую отбирают львы. На вымирание пахикрокут, предположительно, могло повлиять преследование этих гиен, как конкурентов, архаичными людьми (синантропами и гейдельбергским человеком).
Пахикрокута входит в состав куруксайской фауны (поздний плиоцен, Таджикистан) вместе с саблезубой кошкой гомотерием (Homotherium crenatidens). Травоядные животные этого комплекса представлены лошадью Стенона, жирафом сиватерием, оленем элафурусом и древними антилопами.